# Centralmagt
Centralmagten er det centrum, hvorfra et samfund styres. Afhængigt af samfundets størrelse og struktur kan centralmagten udøves af en høvding, klanleder, konge, kejser eller præsident.
I faget historie skelner litteraturen ofte mellem stærk og svag centralmagt. I samfundsvidenskaberne er centralmagten ofte defineret som en stat. Til centralmagten er der normalt knyttet en centraladministration.